# 50 California Street
50 California Street je mrakodrap v kalifornském městě San Francisco. Má 37 pater a výšku 148,5 metrů a obsluhuje jej celkem 17 výtahů. Byl dokončen v roce 1972 podle projektu společnosti Welton Becket & Associates.